# Bristol Bay Productions
Bristol Bay Productions est un studio fondé en 1995 en tant que distributeur vidéo.
Son premier film est Ray.

## Filmographie
- Ray (2004, coproduit avec Universal Pictures)
- Sahara (2005, coproduit avec Paramount Pictures)
- Le Match de leur vie (2005)
- Amazing Grace (2007)
- Mister Showman (2009)
- Snowshoe Force (2021)